# Mildreda z Thanet

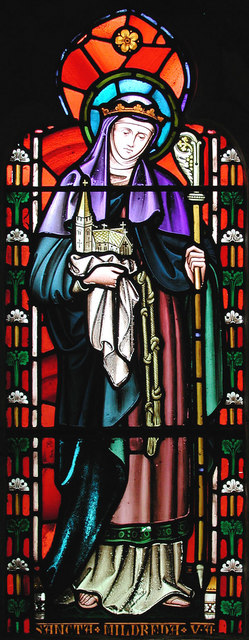
Święta Mildreda przedstawiona na witrażu

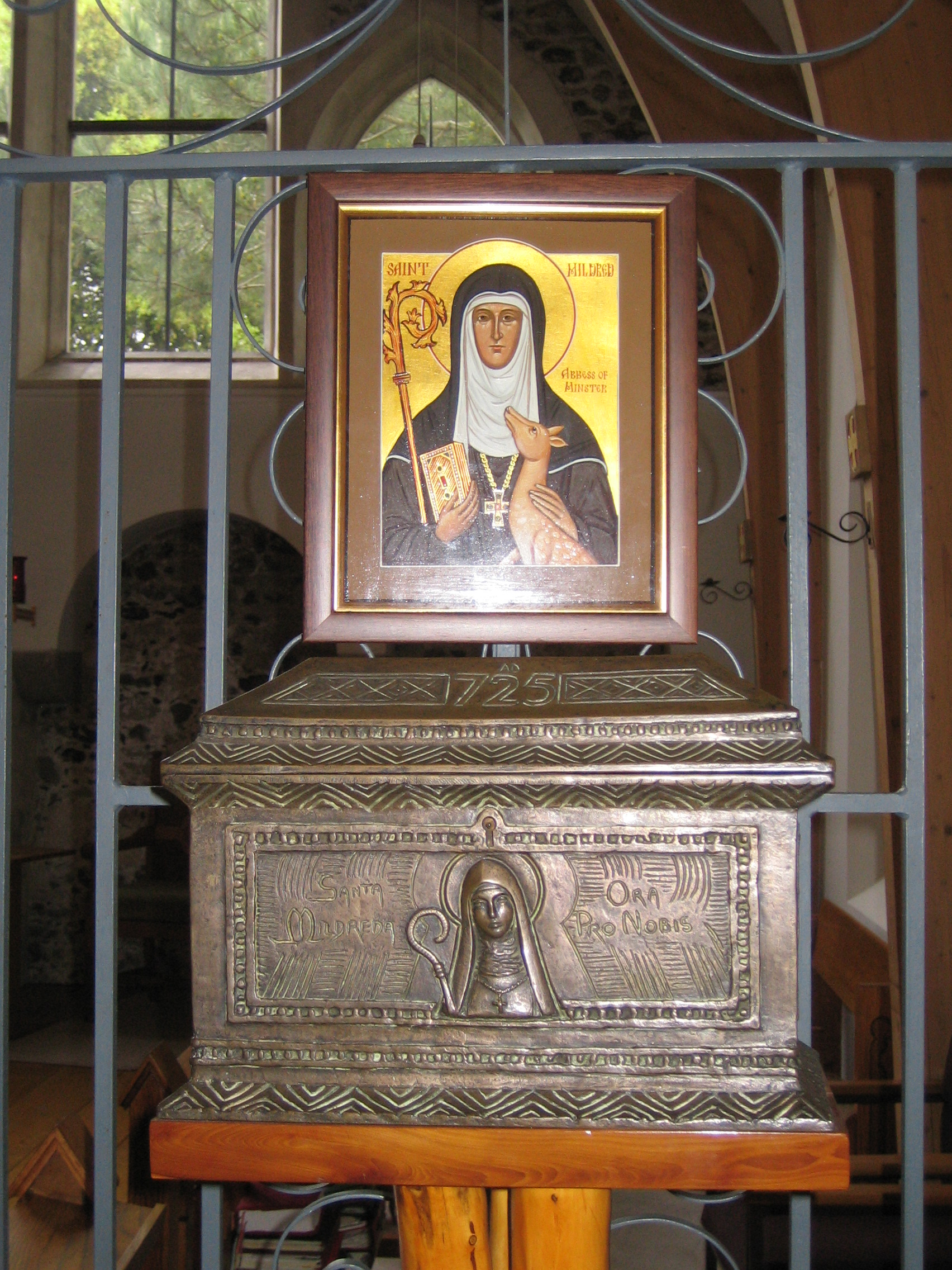
Brązowa szkatułka z relikwiami świętej Mildredy

Święta Mildreda z Thanet, Mildrid (ur. 660, zm. 13 lipca 734) – angielska dziewica, zakonnica, ksieni i święta kościoła katolickiego oraz anglikańskiego.

## Żywot
Mildreda urodziła się w 660 roku. Była córką króla Merewala i św. Ermenburgi z Mercji (Domne Eafe), która była wnuczką króla Ethelberta I. Rodzina matki Mildredy miał bliskie powiązania z dynastią Merowingów, władców Galii.
Jej siostrami były: św. Milburga oraz św. Mildgyta.
Mildreda wstąpiła do opactwa Minster in Thanet, które ufundowała jej matka i została tam ksienią w 664. Zmarła 13 lipca 734 roku. W kościele katolickim wspominana jest 13 lipca.

## Ikonografia

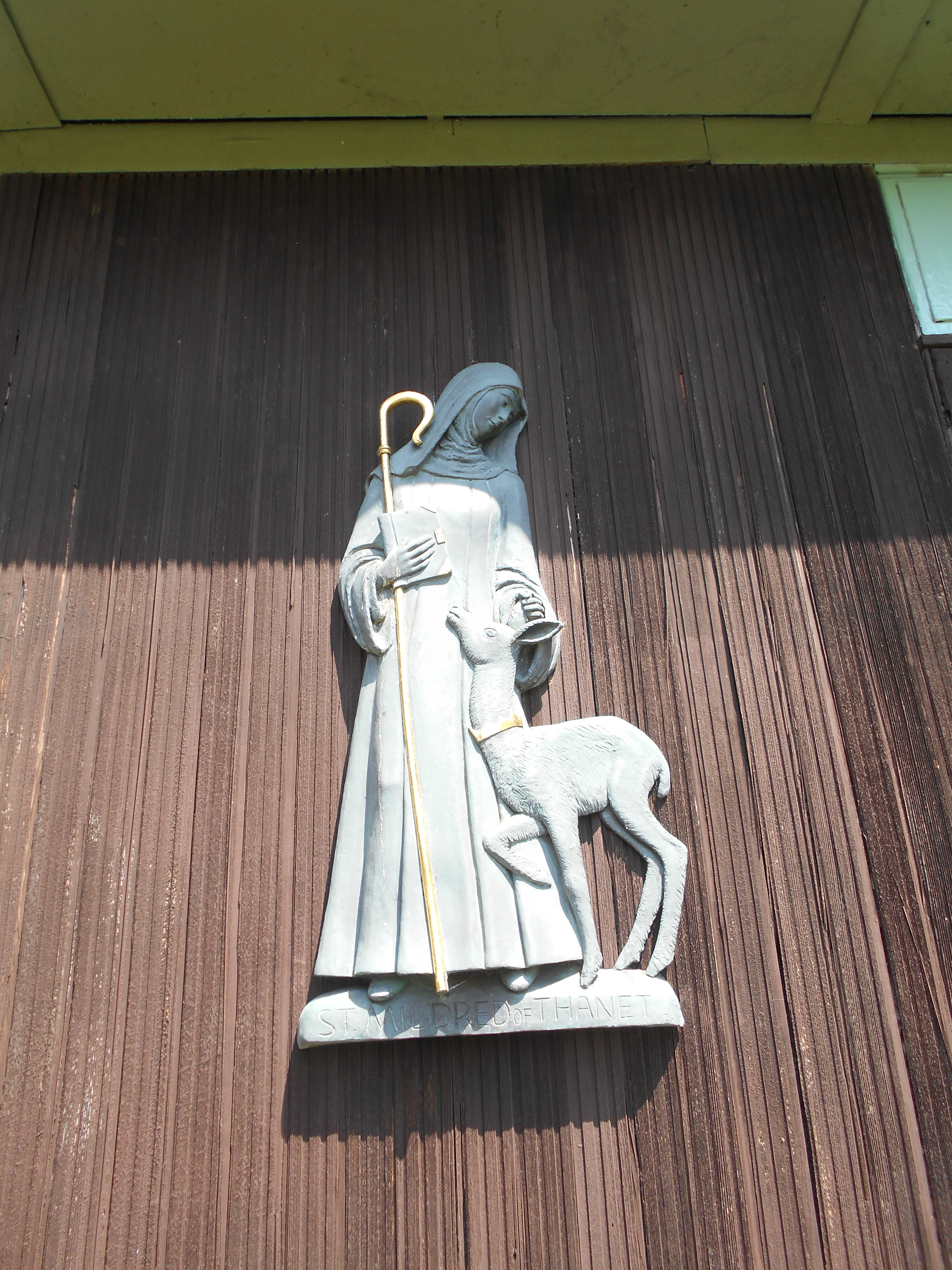
Tradycyjne przedstawienie św. Mildredy

W ikonografii przedstawiana jest w stroju zakonnicy z księgą, pastorałem i sarenką. Czasami trzyma w ręku lilię, makietę kościoła lub koronę.